# Maidanivka, Borodeanka
Maidanivka (în ucraineană Майданівка) este localitatea de reședință a comunei Maidanivka din raionul Borodeanka, regiunea Kiev, Ucraina.

## Demografie
Componența lingvistică a localității Maidanivka
     Ucraineană (96,26%)
     Rusă (3,09%)
     Alte limbi (0,33%)
Conform recensământului din 2001, majoritatea populației localității Maidanivka era vorbitoare de ucraineană (96,26%), existând în minoritate și vorbitori de rusă (3,09%).